# Падерборнский крестьянский хлеб

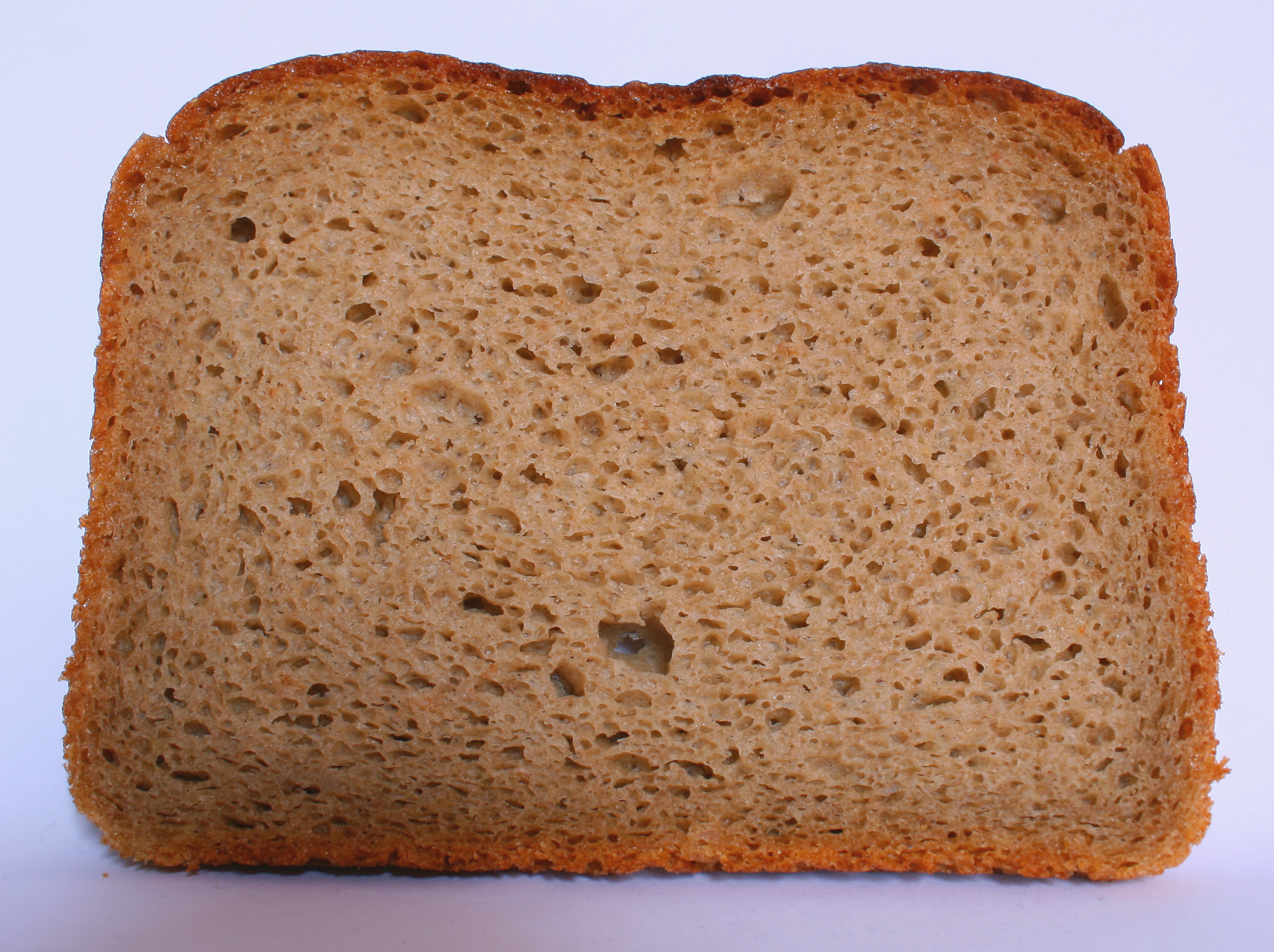
Ломтик падерборнского крестьянского хлеба

Падерборнский крестьянский хлеб (нем. Paderborner Landbrot) — региональный сорт светлого ржано-пшеничного формового хлеба родом из вестфальского Падерборна с ярким и сочным вкусом, наряду с вестфальским пумперникелем получивший достаточную известность на всей территории Германии, часто просто под названием «серый хлеб». Падерборнский крестьянский хлеб имеет сходство с солдатским хлебом и может храниться длительное время, поступает в продажу в супермаркеты в соответствующей упаковке.
Доля ржаной муки в кислом тесте для падерборнского крестьянского хлеба составляет 80 %, что и обеспечивает продукту характерный пряный вкус с кислинкой.
Падерборнский хлеб достаточно легко печь дома.